# Шоймуш (Алба)
Шоймуш (рум. Șoimuș) — село у повіті Алба в Румунії. Входить до складу комуни Редешть.
Село розташоване на відстані 268 км на північний захід від Бухареста, 23 км на північний схід від Алба-Юлії, 62 км на південь від Клуж-Напоки.

## Населення
За даними перепису населення 2002 року у селі проживали 82 особи.
Національний склад населення села:
| Національність | Кількість осіб | Відсоток |
| -------------- | -------------- | -------- |
| румуни         | 42             | 51,2%    |
| угорці         | 40             | 48,8%    |

Рідною мовою назвали:
| Мова      | Кількість осіб | Відсоток |
| --------- | -------------- | -------- |
| румунська | 42             | 51,2%    |
| угорська  | 40             | 48,8%    |